# Dizy (Marne)
Pour les articles homonymes, voir Dizy.
Dizy est une commune française située dans le département de la Marne, en région Grand Est.
Ses habitants sont appelés les Dizyciens. La devise du village est « Champenois de Dizy, fier je suis ».

## Géographie

### Localisation
Dizy est localisée dans l'ouest du département de la Marne et de la région Grand Est. Elle est située dans la vallée de la Marne, au cœur du vignoble de Champagne, sur le versant sud de la montagne de Reims.
Selon l'Insee, Dizy fait partie de l'unité urbaine et du bassin de vie d'Épernay. À vol d'oiseau, la commune est distante d'environ 2,5 km d'Épernay au sud, 22 km de Reims au nord et 31 km de Châlons-en-Champagne à l'est. Paris se trouve à environ 120 km au sud-ouest de la commune tandis que la capitale régionale, Strasbourg, est située à plus de 280 km à l'est de Dizy.
La commune s'étend sur 3,23 km2. Elle est limitrophe des communes de Champillon au nord, Aÿ-Champagne à l'est, Magenta au sud et Hautvillers à l'ouest. Un quadripoint avec la commune d'Épernay se trouve également au sud.
|             | Champillon                            |              |
| Hautvillers | Dizy                                  | Aÿ-Champagne |
|             | Magenta, Épernay (par un quadripoint) |              |

### Relief, géologie et hydrographie

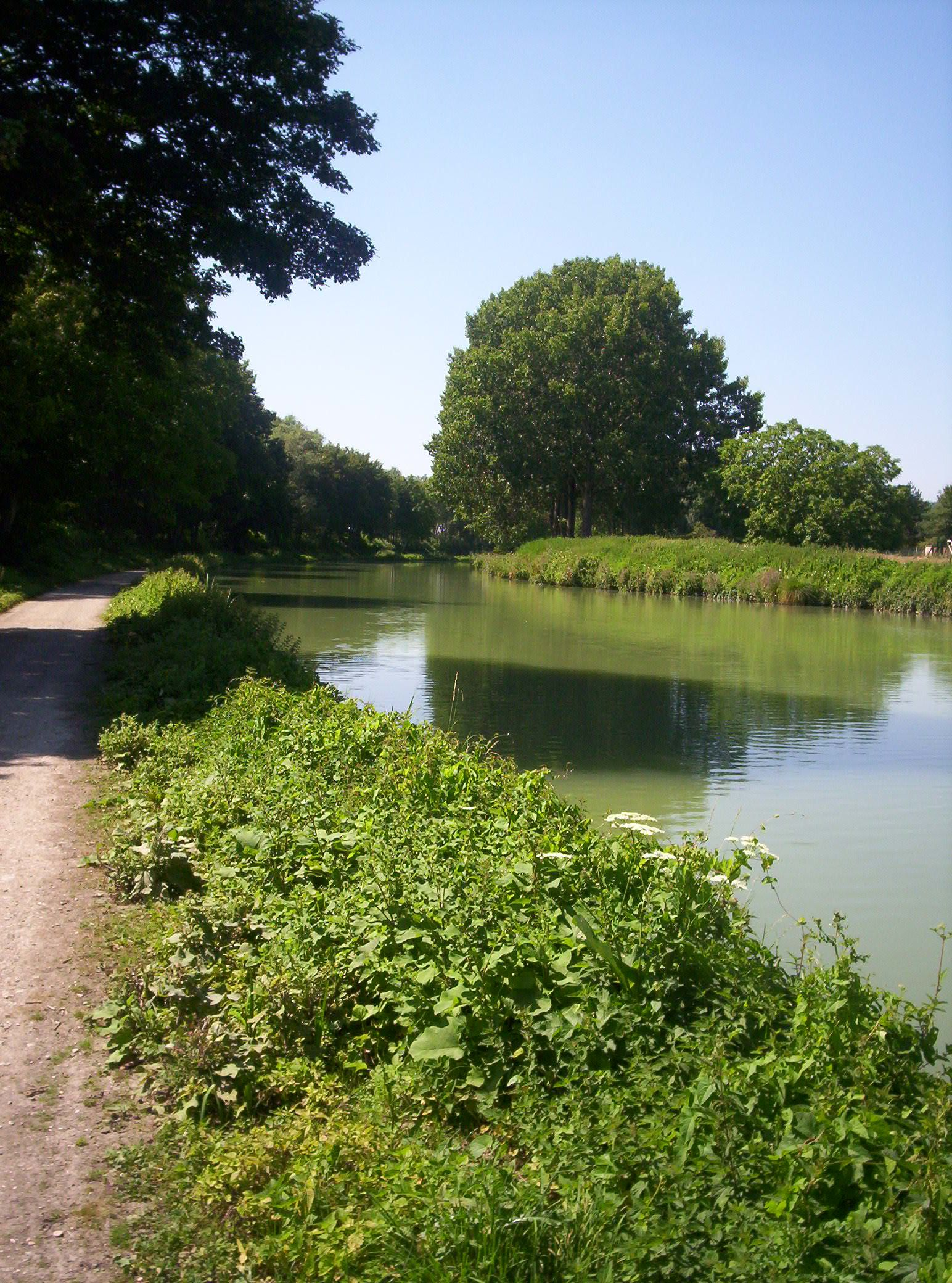
Le canal latéral à la Marne.

Le point culminant de la commune, à 250 mètres d'altitude, se trouve à l'extrémité nord-est de Dizy sur le plateau boisé de la montagne de Reims (lieu-dit « les Rosières »). Du point de vue géologique, le plateau est composé de marnes, argiles et sables du Bartonien, du Lutétien et de l'Yprésien. L'altitude diminue rapidement vers l'ouest et le sud. Ces coteaux, entre 100 et 200 mètres, accueillent le vignoble de Champagne. Ils sont formés de craies blanches du Campanien surmontées de colluvions et matériaux soliflués de bas-versant.
La zone artisanale et les lotissements situés au nord de Dizy (Terre du Crayon, Poncelotte, etc.) se trouvent dans un vallon formé par le ruisseau de Champillon. Le ruisseau traverse Dizy du nord au sud, en provenance de Champillon et en direction de Magenta, où il se jette dans la Marne. Il s'écoule sur 3,63 km dont 2,41 km sur le territoire de Dizy,. Deux petits affluents du ruisseau de Champillon arrosent également la commune : le fossé de la Poncelotte (1,14 km) et le ruisseau de la Fontaine aux Frenes (2,77 km dont 0,88 km à Dizy),,. Les sols du vallon sont composés de colluvions de fond de vallées et de limons localement sableux et/ou caillouteux. Une fois passé ce vallon, l'altitude augmente à nouveau vers l'ouest.
Les principaux espaces urbanisés de Dizy se trouvent aux pieds des coteaux de la montagne de Reims dans la vallée de la Marne. La rivière passe à quelques centaines de mètres au sud de la commune. Dans la vallée, dont les sols sont composés d'alluvions holocènes déposés par la Marne, l'altitude descend jusqu'à 69 mètres. Le centre du village et l'église Saint-Timothée sont dominés, à l'est, par une butte qui culmine à environ 150 mètres (au lieu-dit « Moque-Bouteille »).
Le canal latéral à la Marne passe par le territoire communal et sert de frontière avec Magenta, au sud. Le canal — navigable — parcourt une distance totale de 67 km entre Vitry-le-François et Mardeuil, dont 0,62 km à Dizy et Magenta.

### Hydrographie
La commune est dans la région hydrographique « la Seine de sa source au confluent de l'Oise (exclu) » au sein du bassin Seine-Normandie. Elle est drainée par le canal latéral à la Marne, le Fossé 01 de la Poncelotte, le ruisseau de Champillon et le ruisseau de la Fontaine aux Frenes,.
Le canal latéral à la Marne est un canal, chenal navigable de 67 km reliant Vitry-le-françois à Mardeuil où il se jette dans la Marne.

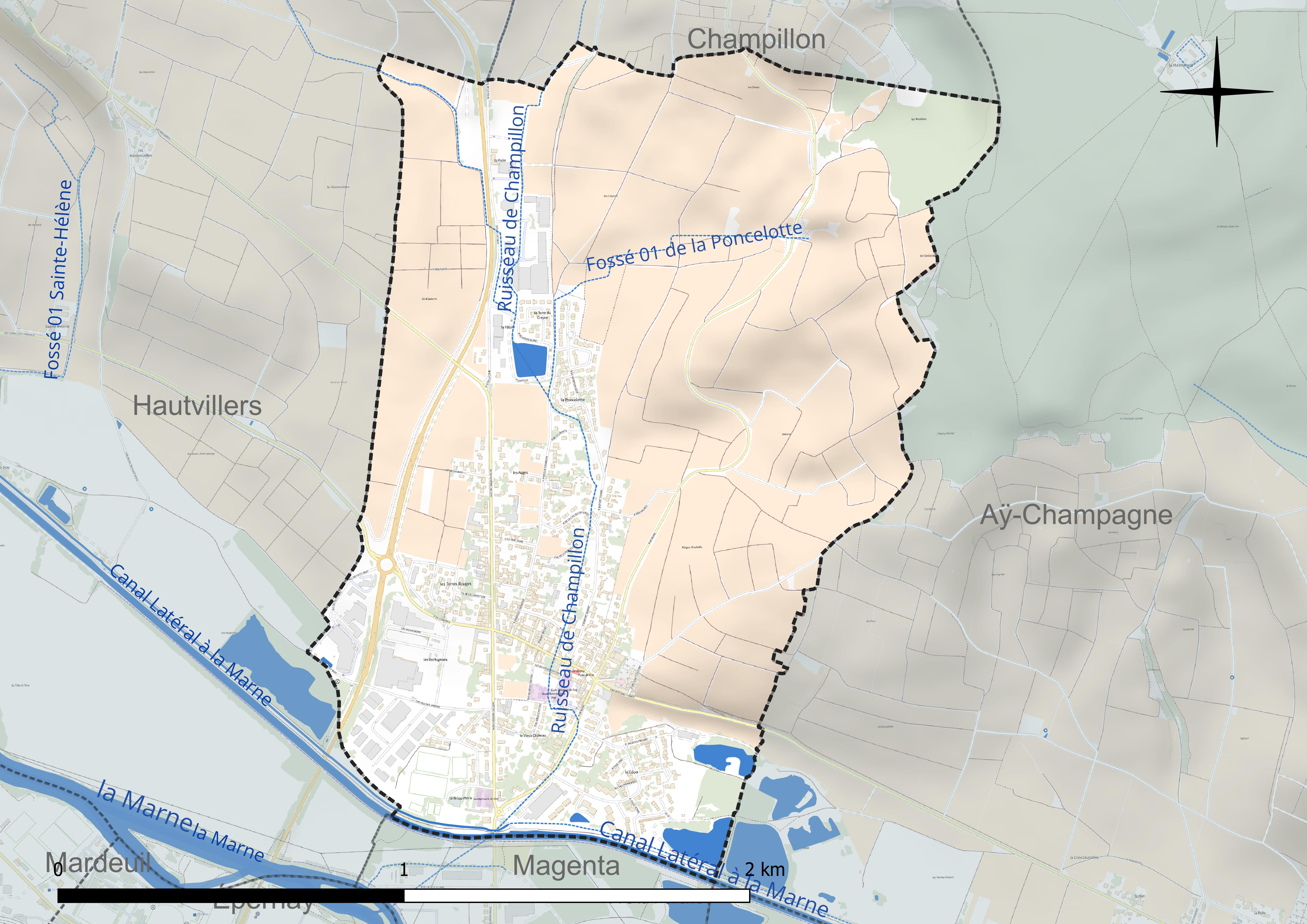
Réseau hydrographique de Dizy.

### Climat
Pour des articles plus généraux, voir Climat du Grand Est et Climat de la Marne.
En 2010, le climat de la commune est de type climat océanique dégradé des plaines du Centre et du Nord, selon une étude du Centre national de la recherche scientifique s'appuyant sur une série de données couvrant la période 1971-2000. En 2020, Météo-France publie une typologie des climats de la France métropolitaine dans laquelle la commune est exposée à un climat océanique altéré et est dans la région climatique Nord-est du bassin Parisien, caractérisée par un ensoleillement médiocre, une pluviométrie moyenne régulièrement répartie au cours de l’année et un hiver froid (3 °C).
Pour la période 1971-2000, la température annuelle moyenne est de 10,7 °C, avec une amplitude thermique annuelle de 16,5 °C. Le cumul annuel moyen de précipitations est de 721 mm, avec 11,2 jours de précipitations en janvier et 8,6 jours en juillet. Pour la période 1991-2020, la température moyenne annuelle observée sur la station météorologique de Météo-France la plus proche, « Chouilly », sur la commune de Chouilly à 6 km à vol d'oiseau, est de 11,4 °C et le cumul annuel moyen de précipitations est de 668,9 mm. 
La température maximale relevée sur cette station est de 40,3 °C, atteinte le 25 juillet 2019 ; la température minimale est de −12,3 °C, atteinte le 5 février 2012,,.
Les paramètres climatiques de la commune ont été estimés pour le milieu du siècle (2041-2070) selon différents scénarios d'émission de gaz à effet de serre à partir des nouvelles projections climatiques de référence DRIAS-2020. Ils sont consultables sur un site dédié publié par Météo-France en novembre 2022.

### Milieux naturels et biodiversité
Dizy fait partie du parc naturel régional de la Montagne de Reims. Ses coteaux appartiennent aux « coteaux historiques du Champagne », un site naturel classé depuis 2016 en raison de son caractère historique et pittoresque. Une petite partie des coteaux de Dizy, à l'est du village, font partie périmètre des Coteaux, maisons et caves de Champagne, inscrits sur la liste du Patrimoine mondial ; le reste de ses coteaux se trouvent dans la zone tampon autour de ce bien.
L'Inventaire national du patrimoine naturel (INPN) recense 390 espèces sur le territoire de la commune, dont 45 espèces protégées et 4 espèces menacées d'oiseaux (Chardonneret élégant, Gobemouche noir, Linotte mélodieuse et Verdier d'Europe).
La commune accueille une zone naturelle d'intérêt écologique, faunistique et floristique (ZNIEFF) de type I. La ZNIEFF des « pelouses, marais et forêts du versant situé au sud-est de Champillon » s'étend sur 26,6 hectares sur le territoire de Champillon et de Dizy, entre 205 et 250 mètres d'altitude. Elle protège des formations végétales occupant une pente formée par un ancien glissement de terrain. Elle comprend « une forêt calcicole thermophile, des groupements de lisières et de pelouses associés, une tufière et un marais alcalin ».
Cette zone est incluse dans la ZNIEFF de type II du « massif forestier de la montagne de Reims (versant sud) et étangs associés », qui regroupe les dix ZNIEFF de type I du versant sud de la montagne de Reims sur une superficie de 4 870 hectares. Une partie de la ZNIEFF constitue une zone spéciale de conservation du réseau Natura 2000. Cet ensemble forestier, qui s'étend sur 1 733 hectares entre Nanteuil-la-Forêt et Villers-Marmery en passant par les forêts au nord-est de Dizy, est notamment remarquable pour ses hêtraies thermophiles et ses ourlets associés, qui accueillent de nombreuses espèces rares et protégées.

## Urbanisme

### Typologie
Au 1er janvier 2024, Dizy est catégorisée ceinture urbaine, selon la nouvelle grille communale de densité à sept niveaux définie par l'Insee en 2022.
Elle appartient à l'unité urbaine d'Épernay, une agglomération intra-départementale regroupant sept  communes, dont elle est une commune de la banlieue,,. Par ailleurs la commune fait partie de l'aire d'attraction d'Épernay, dont elle est une commune de la couronne,. Cette aire, qui regroupe 44 communes, est catégorisée dans les aires de 50 000 à moins de 200 000 habitants,.

### Occupation des sols
L'occupation des sols de la commune, telle qu'elle ressort de la base de données européenne d’occupation biophysique des sols Corine Land Cover (CLC), est marquée par l'importance des territoires agricoles (64,9 % en 2018), en diminution par rapport à 1990 (65,9 %). La répartition détaillée en 2018 est la suivante : cultures permanentes (62,6 %), zones urbanisées (21,8 %), zones industrielles ou commerciales et réseaux de communication (9,6 %), forêts (3,7 %), zones agricoles hétérogènes (2,1 %), terres arables (0,2 %). Les cultures permanentes, majoritaires sur le territoire communal, correspondent principalement au vignoble. L'évolution de l’occupation des sols de la commune et de ses infrastructures peut être observée sur les différentes représentations cartographiques du territoire : la carte de Cassini (XVIIIe siècle), la carte d'état-major (1820-1866) et les cartes ou photos aériennes de l'IGN pour la période actuelle (1950 à aujourd'hui).

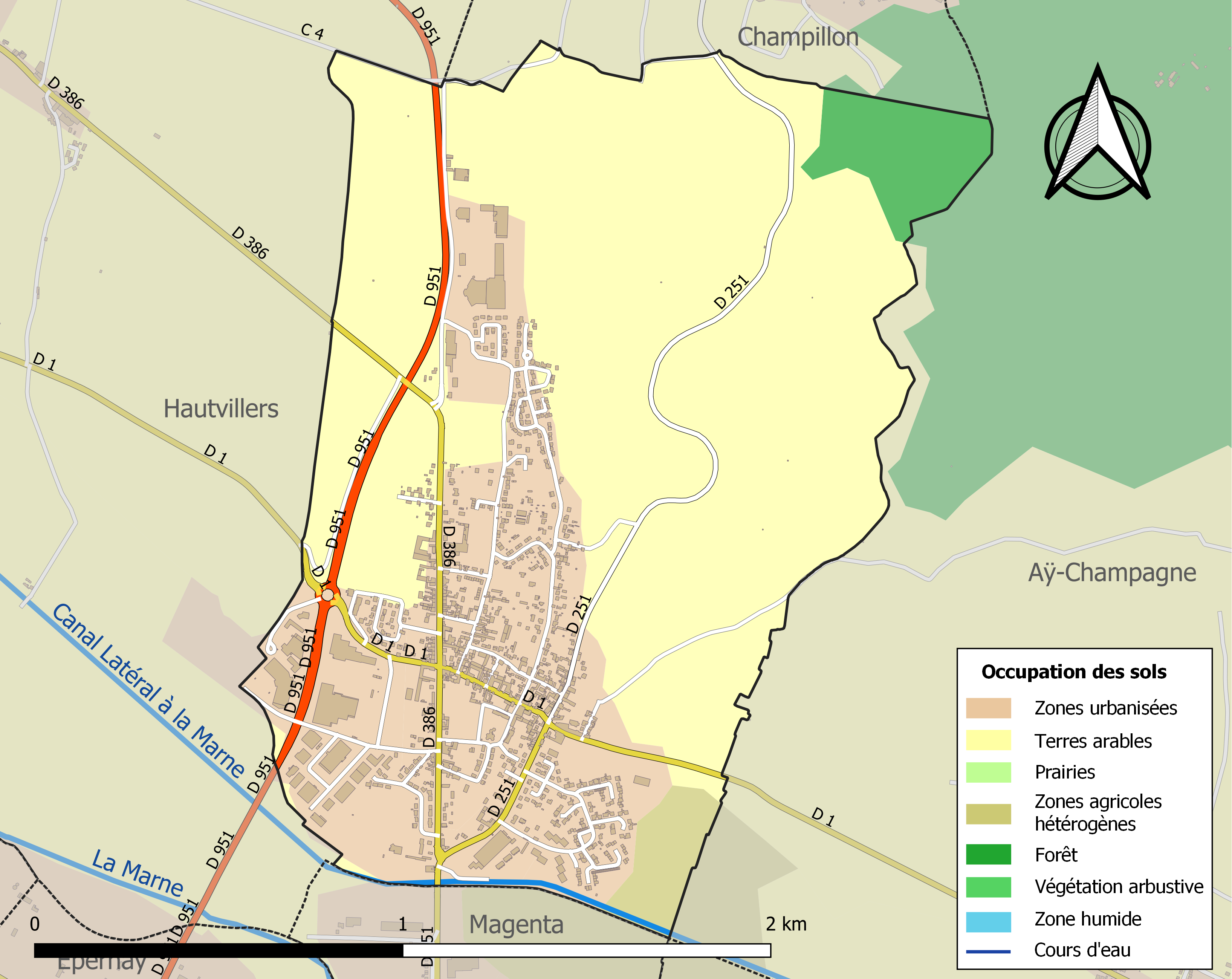
Carte des infrastructures et de l'occupation des sols de la commune en 2018 (CLC).

### Morphologie urbaine

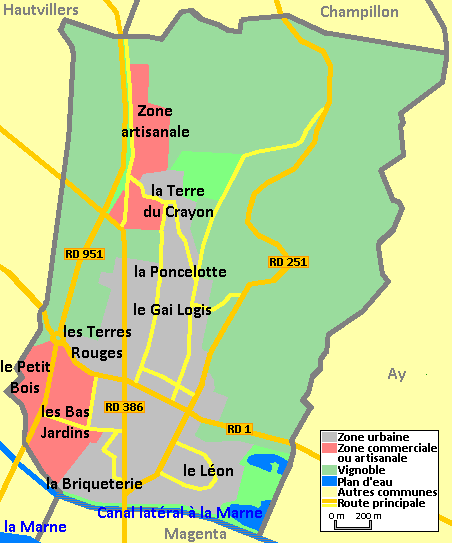
Plan du village de Dizy.

Dans les années 1950, à l'exception des écarts de la Briqueterie (au sud-ouest) et de la Folie (au nord-ouest), le village de Dizy était presque entièrement situé autour de quatre rues : l'avenue du Général-Leclerc à l'ouest, la rue Neuve au nord, la rue de Reims à l'est et la rue du Colonel-Fabien au sud. Dizy a connu une importante croissance à partir des années 1970, avec la construction de nombreux lotissements.
Les principaux quartiers urbanisés de Dizy sont :
- La Briqueterie, un lotissement situé sur la gauche en arrivant à Dizy depuis Magenta. Il doit son nom à une briqueterie fondée au XIXe siècle par la famille Lombard à proximité du canal et fermée dans les années 1950[29]. On y trouve notamment le stade, les courts de tennis et la gendarmerie.
- Le Léon, situé au sud-est de la commune en bordure du canal latéral à la Marne. Le quartier est composé de lotissements et des principaux immeubles que compte Dizy. Son nom proviendrait du pape Léon X qui possédait des vignes entre Ay et Dizy[30].
- Le Centre et le quartier du Vieux-Château, qui comprend les bâtiments les plus anciens de la commune mais aussi certains parmi les plus modernes, comme la maison des associations. Il s'articule autour de la rue du Colonel-Fabien et accueille notamment l'église Saint-Timothée, la mairie et les écoles.
- Les Terres Rouges, à l'ouest du centre du village.
- Le Gai Logis, la Poncelotte et la Terre du Crayon, trois lotissements des années 1980 situés au nord de Dizy et entourés par les vignes.

Outre ces quartiers urbanisés, Dizy accueille une zone artisanale et deux zones commerciales (Bas Jardins et Petits Bois). La zone artisanale se trouve au nord du village. Elle est spécialisée dans le domaine du vin (ateliers de bouchons, fabrique de coiffes, capsules de champagne, etc.). La zone commerciale des Bas-Jardins, située à l'ouest de la commune, a été construite dans les années 1980. Elle comprend notamment un hypermarché E.Leclerc. Jugée « vieillissante », elle doit faire l'objet d'une requalification. La zone commerciale du Petit-Bois, de l'autre côté de l'ancienne route nationale, est plus récente.

### Logement

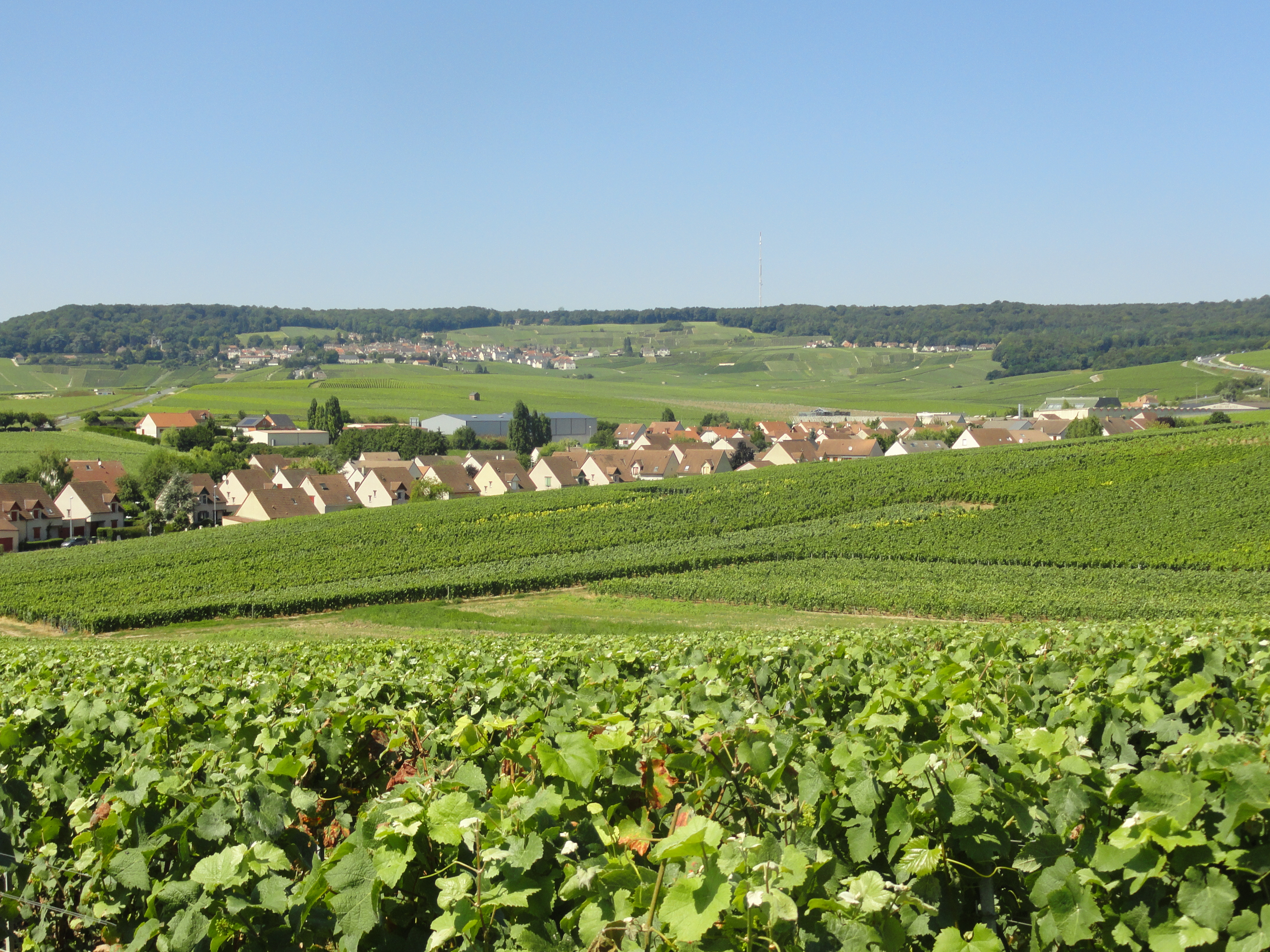
Le lotissement de la Terre du Crayon, vu depuis le vignoble.

En 2017, l'Insee recense 816 logements à Dizy. Ces logements sont à 76,5 % des maisons et à 23,4 % des appartements. Ces appartements se trouvent principalement dans le quartier du Léon.
Parmi les logements recensés sur la commune, 89,4 % sont des résidences principales, 2,1 % des résidences secondaires et 8,5 % des logements vacants. 21,4 % des résidences principales dizyciennes comptent 3 pièces ou moins, 27,7 % comptent 4 pièces et 51 % comptent 5 pièces ou plus. Près de sept ménages sur dix sont propriétaires de leur logement (69,1 %), un chiffre supérieur à la moyenne départementale (51,2 %) et comparable à la moyenne intercommunale (71 %).
Le tableau ci-dessous présente une comparaison de quelques indicateurs chiffrés du logement pour Dizy, la communauté de communes de la Grande Vallée de la Marne (CCGVM) et le département de la Marne :
|                                        | Dizy | CCGVM | Marne   |
| -------------------------------------- | ---- | ----- | ------- |
| Ensemble des logements                 | 816  | 7 459 | 294 041 |
| Part des résidences principales (en %) | 89,4 | 88,2  | 88,4    |
| Part des résidences secondaires (en %) | 2,1  | 2,8   | 2,7     |
| Part des logements vacants (en %)      | 8,5  | 8,9   | 8,9     |

Parmi les 729 résidences principales construites avant 2015, seules 11,1 % avaient été construites avant 1945. 18,2 % l'avaient été entre 1946 et 1970, 45,3 % entre 1971 et 1990, 18,5 % entre 1991 et 2005 et 7,0 % depuis 2006.
Le tableau ci-dessous présente l'évolution du nombre de logements sur le territoire de la commune, par catégorie, depuis 1968 :
|                        | 1968 | 1975 | 1982 | 1990 | 1999 | 2007 | 2012 | 2017 |
| ---------------------- | ---- | ---- | ---- | ---- | ---- | ---- | ---- | ---- |
| Résidences principales | 320  | 339  | 473  | 569  | 694  | 696  | 694  | 730  |
| Résidences secondaires | 3    | 6    | 5    | 6    | 13   | 4    | 8    | 17   |
| Logements vacants      | 26   | 8    | 50   | 36   | 30   | 31   | 67   | 69   |
| Total                  | 349  | 353  | 528  | 611  | 737  | 731  | 768  | 816  |

### Voies de communications et transports

#### Infrastructures routières
Historiquement, Dizy est desservie par la route nationale 51 entre Épernay (au sud) et Reims (au nord). La route est devenue la route départementale 951, qui passe à l'ouest du village et dessert les zones commerciales de Dizy. Correspondant à un tracé plus ancien de la route nationale, la route départementale 251 (ancienne route nationale 2051) relie Magenta (puis Épernay) à Champillon (puis Reims) en passant par l'est du village.
Pour rejoindre Magenta au sud, la route emprunte deux ponts : un pont sur le canal latéral à la Marne datant de 1949 et un pont de décharge. À proximité du pont, commence la route départementale 386 qui traverse l'ouest du village du sud au nord puis part en direction d'Hautvillers et Fismes.
Dizy est également située sur la route touristique du Champagne.
La route et la voiture sont le principal moyen d'accès à la commune. Par exemple, en 2017, plus de 85 % des actifs de la commune se rendent sur leur lieu de travail en voiture (8 % s'y rendent à pieds ou en vélo et 4 % ne se déplacent pas). La quasi-totalité des ménages sont équipés d'un véhicule : 93,4 % des ménages possèdent une voiture et 48,3 % en comptent au moins deux.

#### Autres moyens de transport
Depuis janvier 2020, Dizy est desservie par la ligne 3 des transports urbains d'Épernay et du Pays de Champagne (réseau Mouvéo). La commune est ainsi directement reliée au centre d'Épernay, en passant par Magenta. Trois arrêts se trouvent à Dizy : Dizy Briqueterie, Dizy Centre et Dizy Porte du Vignoble, terminus de la ligne 3.
Le canal latéral à la Marne était autrefois un moyen de transport important. Vers 1891, le port de Dizy avait un trafic annuel d'environ 3 500 tonnes. Si le canal est toujours navigable, seules quelques péniches s'arrêtent désormais à Dizy.
La commune n'est pas desservie par le chemin de fer, les gares les plus proches se trouvant à Épernay et Aÿ. L'aérodrome le plus proche est l'aérodrome d'Épernay - Plivot.

### Risques naturels et technologiques
Le territoire de Dizy est vulnérable à différents risques naturels et technologiques. La commune est dans l'obligation d'élaborer et publier un document d'information communal sur les risques majeurs ainsi qu'un plan communal de sauvegarde.
Située dans la vallée de la Marne, la commune est touchée par le risque d'inondation au sud de son territoire. Elle est concernée par le plan de prévention du risque inondation par débordement de la Marne sur le secteur d'Épernay, datant de 2017. Elle est également soumise au risque de rupture de barrage, en cas de rupture du lac-réservoir Marne (lac du Der) situé à environ 80 km en amont de Dizy.
Dizy est touchée par les risques de mouvements de terrain. Elle est comprise dans le périmètre du plan de prévention des risques « glissement de terrain de la Côte d'Ile-de-France - secteur de la vallée de la Marne des tranches 1 et 2 » approuvé en 2014. Des glissements de terrains peuvent se produire au nord-est de la commune ; la montagne de Reims est en effet considérée comme un « secteur propice aux glissements de terrain ». Des coulées peuvent également redescendre des coteaux en direction du village,. La commune a fait l'objet de plusieurs arrêtés reconnaissant l'état de catastrophe naturelle pour des inondations et coulées de boue parfois accompagnées de mouvements de terrain (en 1983, 1997, 1999, 2004 et 2013). Pour limiter ce risque, un important bassin écrêteur de ruissellement a été créé à la Poncelotte.
La commune est affectée par le phénomène de retrait-gonflement des argiles (risque moyen). Le risque sismique est très faible sur son territoire. De même, le potentiel radon de la commune est faible.
Sur le plan industriel, Dizy compte une installation classée pour la protection de l'environnement (non Seveso) : l'usine Sparflex, située dans la zone artisanale au nord de la commune.

## Toponymie

### Nom du village
Vers 662, Dizy est mentionnée en tant que « Villa Disiacum cum ecclesia et altare beati Timothei martyris », dans l'acte de création de l'abbaye Saint-Pierre d'Hautvillers. Son nom pourrait provenir du patronyme romain Decius.
Flodoard parle de « Diciacum » au milieu du Xe siècle et le toponyme « Divisiacum » est retrouvé au début du XIe siècle. Trois siècles plus tard, le village est connu comme « Diziacum » (1312), « Dyseium » (1346), « Dysy » (1358) puis « Dizi » (1409). Au XVIIe siècle, le toponyme « Disy » est utilisé.
À la Révolution française, le nom de « Dizy » est donné à la nouvelle commune. Au XIXe siècle, elle est parfois appelée « Dizy-la-Rivière » ou « Dizy-sur-Marne » ; une autre commune portant le nom de Dizy dans le département voisin de l'Aisne (Dizy-le-Gros). En 1881, elle prend le nom de « Dizy-Magenta », avant de redevenir « Dizy » lors de la scission de la commune de Magenta en 1964.

### Odonymie
Les rues de Dizy portent souvent le nom du quartier ou lotissement dans lequel elles se trouvent : avenue du Léon, rue de la Briqueterie, chemin des Bas Jardins, allée du Petit Bois, chemin de la Poncelotte, etc. De nombreuses voies font également référence au vignoble qui entoure le village : impasse des Vignes, rue des Gouttes d'Or, rue Saint-Vincent (saint patron des vignerons), rue des Galipes (« vignes » en patois marnais), rue du Vert Doré (nom d'un cépage) ou encore la rue Moque-Bouteilles (qualifiant des vignes à faible rendement).
Dans le lotissement de la Poncelotte, le nom des rues fait référence à la devise française Liberté, Égalité, Fraternité, le lotissement ayant été inauguré pour le bicentenaire de la Révolution française en 1789. Dans le quartier du Léon, la plupart des voies sont nommées d'après des auteurs et poètes (dont le poète rémois Paul Fort).
Après la Seconde Guerre mondiale, plusieurs rues sont renommées en référence à des militaires ou résistants : rue du Colonel-Fabien (D1, ancienne rue d'Ay), avenue du Général-Leclerc (D386, ancienne avenue Jean Jaurès) et rue Danièle-Casanova. Enfin, quelques voies portent le nom de personnalités locales : la rue Dupont-Suaire est nommée en l'honneur d'une ancienne directrice de l'école maternelle (1902-1922) et la place Yves-Brunot fait référence à un viticulteur qui fut le premier maire de Dizy après la séparation de Dizy-Magenta en 1965.

## Histoire

### Préhistoire et Antiquité
Les premières traces d'habitation sur le territoire de la commune remontent au néolithique. Des squelettes de cette époque sont découverts à Dizy en 1894.
Durant l'Antiquité, Dizy aurait été un site gallo-romain. La commune se trouve en effet sur la route romaine entre Coulommiers et Reims. Des lacrymatoires de l'époque gallo-romaine sont retrouvés au lieu-dit « la Grange » vers 1820.

### Du Moyen Âge à la révolution industrielle
Le premier écrit mentionnant l'existence du village remonte à 662, lorsque l'archevêque de Reims saint Nivard accorde un privilège à la nouvelle abbaye d'Hautvillers, qui dépend alors de la paroisse de Dizy,. Durant le Moyen Âge, l'abbé de l'abbaye Saint-Pierre d'Hautvillers est le seigneur et le décimateur de Dizy, ayant le droit de lever la dîme.
Au XVIIe siècle, Dizy est touchée par les guerres de religion : son église est en partie détruite par les huguenots.
Vers 1735, Champillon est encore un hameau de Dizy et le village compte, avec son hameau, 75 feux. En 1789, le village de Dizy comporte 50 feux et élit Jean Vautrin et Pierre Guérin comme députés pour les États-Généraux. À la fin de l'Ancien Régime, Dizy est rattachée au bailliage de Reims et à l'élection d'Épernay, au sein de la généralité de Châlons. Sa paroisse appartient alors au doyenné d'Épernay dans l'archidiocèse de Reims.
La commune de Dizy est créée à la Révolution française dans le département de la Marne. Elle est d'abord rattachée au canton d'Hautvillers, au sein du district d'Epernay. En 1801, le nombre de cantons marnais passe de 74 à 32 ; le canton d'Hautvillers est supprimé et Dizy rejoint le canton d'Ay dans l'arrondissement de Reims.
En 1832, dix-huit habitants périssent de l'épidémie de choléra qui sévit dans la Marne. La vie économique s'accélère par le passage du canal latéral en 1838, l'inauguration du chemin de fer Paris Eperany le 2 septembre 1849 et celui vers Reims le 4 juin 1854.

### Dizy-Magenta

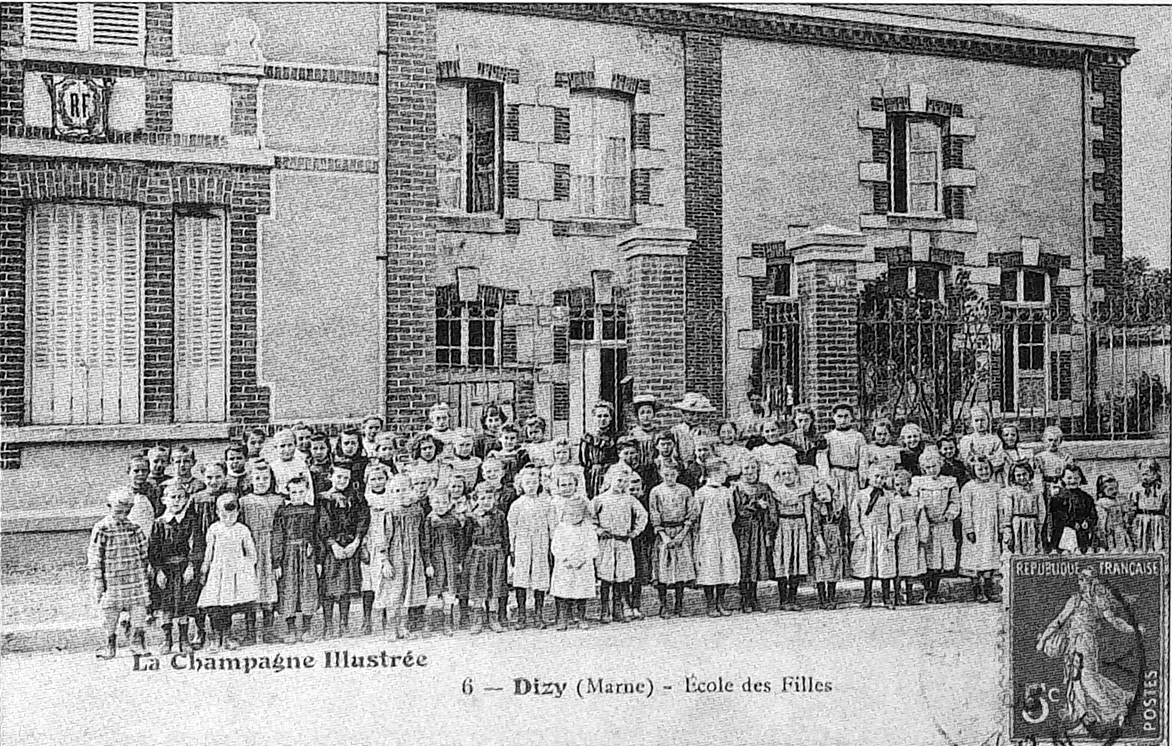
L'école des filles, à côté de la mairie, au début du XXe siècle.

Aux alentours de 1850, entre le pont de Dizy et le pont de la Marne, s'élevait le hameau de la Poterie. En 1859, le hameau, prenant de l'importance, est renommé Magenta, à la suite de la bataille du même nom.
Magenta se développe considérablement et devient le principal faubourg d'Épernay avec son voisine La Villa, située sur le territoire d'Ay. Ainsi, en 1896, deux tiers de la population de Dizy vit dans le quartier de Magenta (1 925 habitants sur 2 844). Signe de l'importance de Magenta, la commune prend en 1881 le nom de Dizy-Magenta. En 1907, le chef-lieu de la commune est transféré à Magenta. Le village est éclairé par le gaz en 1879 et a un poste télégraphique en 1881.[réf. nécessaire]
En avril 1911, une émeute éclate à Dizy et dans d'autres villes marnaises lorsque le Sénat envisage de supprimer l'appellation « champagne ».
Comme de nombreux villages du Nord-Est de la France, Dizy fut à moitié détruite durant la Première Guerre mondiale et a  été décoré de la Croix de guerre 1914-1918, le 11 août 1921.
Située sur la voie de la Liberté, entre Épernay et Reims, Dizy fut libérée le 28 août 1944 de l'occupation allemande, d'ailleurs un calvaire a été élevé en 1947, route de Reims, pour commémorer ce jour.
En 1965, quand Magenta en fut détaché, la commune reprit le nom de Dizy.

## Politique et administration

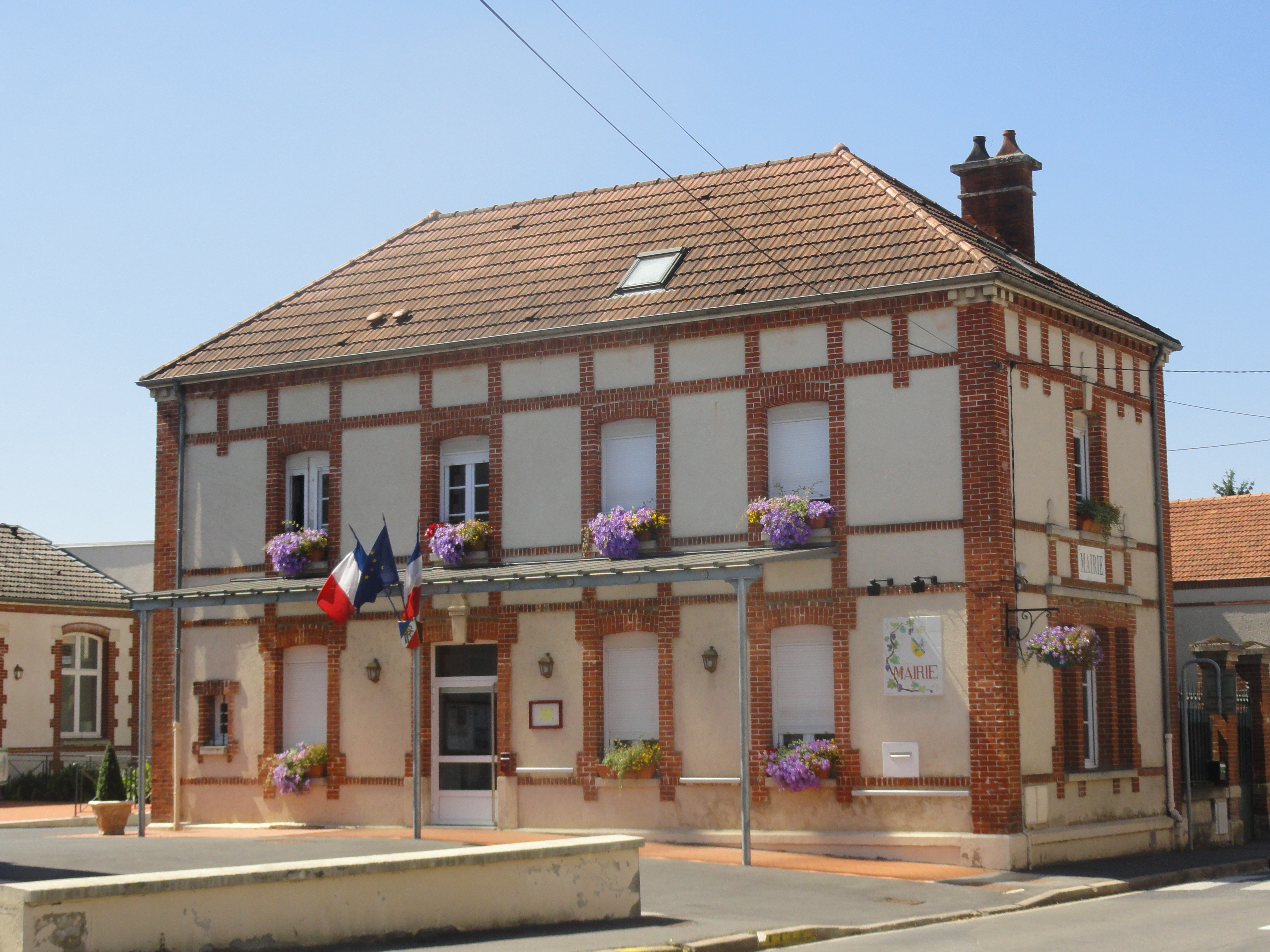
La mairie du village.

### Rattachements administratifs et électoraux
Du point de vue administratif, la commune est rattachée à l'arrondissement d'Épernay, dans le département de la Marne en région Grand Est. Jusqu'en 2006, elle appartenait à l'arrondissement de Reims.
Sur le plan électoral, Dizy fait partie du canton d'Épernay-1 (pour les élections départementales) et de la troisième circonscription de la Marne (pour les élections législatives). Avant le redécoupage cantonal de 2014, elle faisait partie du canton d'Ay (depuis 1801).

### Intercommunalité
Dizy fait partie de la communauté de communes de la Grande Vallée de la Marne depuis sa création en 1992.
Au 1er janvier 2021, la commune appartient également aux intercommunalités suivantes : le syndicat mixte de la Marne Moyenne (pour la compétence GEMAPI), le syndicat mixte de réalisation et de gestion du parc naturel régional de la Montagne de Reims et le syndicat intercommunal à vocation unique du bassin versant Ay-Hautvillers (compétent en matière d'énergie hydraulique).

### Tendances politiques et résultats
L'électorat dizycien est plutôt partagé depuis le milieu des années 1990.
Si en 1995 Lionel Jospin (PS) remportait l'élection présidentielle avec 54,04 % des voix, c'est Nicolas Sarkozy (UMP) qui s'impose en 2007 et 2012 avec un score compris entre 52 et 54 %. Aux élections législatives, Dizy suit la tendance nationale : la droite l'emporte en 2002 et 2007, la gauche en 1997 et 2012, le centre en 2017.
La gauche a remporté l'ensemble des scrutins locaux de 2001 à 2010 : Jean-Paul Bachy sortant vainqueur de triangulaires avec la droite et l'extrême droite aux régionales de 2004 et 2010 et le maire socialiste d'Ay remportant les cantonales de 2001 et 2008. En 2015, la droite remporte ces deux scrutins : les régionales et les départementales, où la maire de Dizy d'alors Barbara Naveau est candidate.
Lors des élections européennes, Dizy suit les tendances nationales : les listes socialistes arrivant en tête en 1999 et 2004, la droite s'imposant en 2009 et l'extrême droite en 2014 et 2019. Enfin, les deux référendums européens ont été rejetés par les électeurs dizyciens avec 54,88 % en 1992 et 60,21 % en 2005.

### Liste des maires
| Période                                  | Période                      | Identité                     | Étiquette | Qualité                                |
| ---------------------------------------- | ---------------------------- | ---------------------------- | --------- | -------------------------------------- |
| 1790                                     | 13 novembre 1791             | Nicolas-Daniel Sénéchal      |           | curé de la paroisse                    |
| 1790                                     | ?                            | Charles D'Ennebecq           |           |                                        |
| ?                                        | 1801                         | Nicolas-Daniel Sénéchal      |           |                                        |
| 1801                                     | 1812                         | Pierre Guérin                |           |                                        |
| 1812                                     | 1818                         | Pierre-Joseph Devillelongue  |           |                                        |
| 1818                                     | 1834                         | André Andrès                 |           |                                        |
| 1834                                     | 1845                         | Victor-Alexandre Hutin       |           |                                        |
| 1845                                     | 1849                         | Charles Bigault de Fouchères |           |                                        |
| 1849                                     | 1850                         | Louis-Joseph Montmarthe      |           |                                        |
| 1850                                     | 1855                         | Nicolas Maitre               |           |                                        |
| 1855                                     | 1871                         | Henry-Michel Herbelet        |           |                                        |
| 1871                                     | 1876                         | Jean-Baptiste Machet         |           |                                        |
| 1876                                     | 1881                         | Edmé-François Parny-Hadot    |           |                                        |
| 1881                                     | 1883                         | Louis-Joseph Brouleau        |           |                                        |
| 1883                                     | 1884                         | Louis-Joseph Testulat        |           |                                        |
| 1884                                     | 1887                         | Jean-Baptiste Machet         |           |                                        |
| 1887                                     | 1890                         | Anésime Moigneaux            |           |                                        |
| 1890                                     | 1892                         | Elerz Gatinois               |           |                                        |
| 1892                                     | 1892                         | Adolphe Savart               |           |                                        |
| 1892                                     | 1900                         | Anatole Thévenet             |           |                                        |
| 1900                                     | 1912                         | Henri Coulaud                |           |                                        |
| 1912                                     | 1913                         | Arthur Couty                 |           |                                        |
| 1913                                     | 1932                         | Gabriel-Lucien Isaac         |           | Conseiller général d'Aÿ                |
| 1932                                     | 1944                         | Paul Poirel                  |           | Nommé conseiller départemental en 1943 |
| 1944                                     | 1945                         | Lucien Meyer                 |           |                                        |
| 1945                                     | 1946                         | Adanis Roger                 |           |                                        |
| 1946                                     | 1947                         | Gaston-Désiré Boyé           |           |                                        |
| 1947                                     | 1959                         | Roland Monayraud             |           |                                        |
| 1959                                     | 1965                         | Georges Forêt                |           | Maire de Magenta (1965 → 1971)         |
| 1965                                     | 1970                         | Yves Brunot                  |           |                                        |
| 1971                                     | 1994                         | André Charbonnier            | PS        |                                        |
| Les données manquantes sont à compléter. |                              |                              |           |                                        |
| 2001                                     | 2008                         | Jean-Marie Lallement         |           |                                        |
| 2008                                     | mai 2020                     | Barbara Naveau,              | DVD       |                                        |
| mai 2020,                                | En cours (au 1er avril 2021) | Antoine Chiquet              | SE        |                                        |

### Politique de développement durable
La commune a engagé une politique de développement durable en lançant une démarche d'Agenda 21 en 2011.

### Jumelages
La commune de Dizy est jumelée depuis 1994 avec celle de Sommerach, située à 585 km, dans le land de Bavière, en Allemagne.

## Équipements et services publics

### Eau et assainissement
L'approvisionnement en eau potable et l'assainissement des eaux usées sont des compétences de la communauté de communes de la Grande Vallée de la Marne (CCGVM).
En 2019, les deux installations de production d'eau potable en état de fonctionnement de l'intercommunalité sont le captage de Bisseuil et le forage de Tauxières-Mutry. Concernant le stockage de l'eau potable, Dizy accueille deux cuves pour une capacité totale de 2 000 m3.
L'assainissement des eaux usées de la commune est assuré, de manière collective, par une station d'épuration située à Mardeuil dans la communauté d'agglomération d'Épernay (grâce à une convention entre la CCGVM et la communauté d'agglomération).

### Gestion des déchets
La CCGVM est également compétente en matière de déchets. Elle organise le ramassage des déchets, en distinguant les ordures ménagères, les biodéchets, les déchets recyclables, le verre et les ordures ménagères des habitats collectifs. Les déchets (hors verre) sont ensuite valorisés par le syndicat de valorisation des ordures ménagères de la Marne (SYVALOM).
La CCGVM met à disposition de ses habitants quatre déchetteries, dont la déchetterie de Dizy, située à côté du cimetière. Les autres déchetteries intercommunales se trouvent à Aÿ, Mareuil-sur-Ay et Tours-sur-Marne,.

### Enseignement
Dizy fait partie de l'académie de Reims,.
Pour les enfants jusqu'à 6 ans, Dizy dispose d'un établissement d'accueil de jeunes enfants « Les Canaillous ». Ouverte en 1988, cette crèche municipale peut accueillir 23 enfants dans ses locaux de la rue Paul-Fort. Une micro-crèche « La Maison des Filous » propose également ses services à Dizy.
La commune compte une école maternelle et une école élémentaire publiques, situées rue du Vieux Château,,. La commune propose des services de restauration scolaire, des services périscolaires le matin, le soir et le mercredi ainsi qu'un accueil de loisirs,.
Pour l'enseignement secondaire, les jeunes dizyciens sont rattachés au collège Côte-Legris d'Épernay, puis au lycée Stéphane-Hessel, également à Épernay. Le service de transport scolaire entre Dizy et le lycée est assuré par Fluo Grand Est.

### Équipements culturels et sportifs
Dizy est équipée d'une médiathèque, située au rez-de-chaussée de la Maison des associations (rue du Vieux Château). La Maison des associations héberge également un hall d'exposition, qui accueille notamment des expositions de peinture ou de photographie,.
Le stade de football communal se trouve dans le quartier de la Briqueterie, tout comme les terrains de tennis. Les vestiaires datant de 1981 doivent être réhabilités en 2021-2022, à l'occasion de la création d'un club house et d'une salle socio-culturelle au sein d'un nouveau complexe socio-culturel et sportif René-Bliard, nommé d'après le joueur de football René Bliard né à Dizy.

### Poste et télécommunications
Une agence communale de La Poste est située rue du Colonel-Fabien, à côté de la mairie. Elle est ouverte le matin, du lundi au samedi, ainsi que le mercredi après-midi.

### Justice et sécurité
Du point de vue judiciaire, Dizy relève du conseil de prud'hommes, du tribunal de commerce, du tribunal judiciaire, du tribunal paritaire des baux ruraux et du tribunal pour enfants de Reims, dans le ressort de la cour d'appel de Reims. Pour le contentieux administratif, la commune dépend du tribunal administratif de Châlons-en-Champagne et de la cour administrative d'appel de Nancy.
Dizy accueille une brigade de proximité de la Gendarmerie nationale. Située dans le lotissement la Briqueterie, elle dessert les communes de Champillon, Cormoyeux, Courtagnon, Damery, Dizy, Fleury-la-Rivière, Hautvillers, Nanteuil-la-Forêt, Pourcy, Romery, Saint-Imoges et Venteuil.
En matière d'incendie et de secours, la caserne la plus proche est le centre de secours principal d'Épernay, qui dépend du Service départemental d'incendie et de secours (SDIS) de la Marne. La commune bénéficie également du centre de première intervention intercommunal de la Grande Vallée de la Marne, situé à Aÿ-Champagne et composé d'une vingtaine de sapeurs-pompiers volontaires.

## Population et société

### Démographie
Les habitants de Dizy sont les Dizyciennes et les Dizyciens.

#### Évolution de la population
La population de Dizy a fortement augmenté à partir du milieu du XIXe siècle, avec le développement du quartier de Magenta. Dizy passe ainsi de 417 habitants en 1851 à plus de 3 000 en 1901. Sa population reste au-dessus des 3 000 habitants jusqu'en 1965, lorsque Magenta devient une commune à part entière. Dizy ne compte alors plus qu'un millier d'habitants. Sa population croît à nouveau durant les années 1980 et 1990, pour atteindre son pic en 1999 à 1 832 habitants. Elle décroît depuis, pour approcher les 1 500 habitants.
L'évolution du nombre d'habitants est connue à travers les recensements de la population effectués dans la commune depuis 1793. Pour les communes de moins de 10 000 habitants, une enquête de recensement portant sur toute la population est réalisée tous les cinq ans, les populations de référence des années intermédiaires étant quant à elles estimées par interpolation ou extrapolation. Pour la commune, le premier recensement exhaustif entrant dans le cadre du nouveau dispositif a été réalisé en 2006.

En 2022, la commune comptait 1 485 habitants, en évolution de −3,57 % par rapport à 2016 (Marne : −1,19 %, France hors Mayotte : +2,11 %).
| 1793 | 1800 | 1806 | 1821 | 1831 | 1836 | 1841 | 1846 | 1851 |
| ---- | ---- | ---- | ---- | ---- | ---- | ---- | ---- | ---- |
| 247  | 270  | 281  | 260  | 402  | 356  | 378  | 394  | 417  |

| 1856 | 1861 | 1866 | 1872  | 1876  | 1881  | 1886  | 1891  | 1896  |
| ---- | ---- | ---- | ----- | ----- | ----- | ----- | ----- | ----- |
| 461  | 577  | 730  | 1 307 | 1 639 | 1 989 | 2 222 | 2 462 | 2 844 |

| 1901  | 1906  | 1911  | 1921  | 1926  | 1931  | 1936  | 1946  | 1954  |
| ----- | ----- | ----- | ----- | ----- | ----- | ----- | ----- | ----- |
| 3 021 | 3 303 | 3 153 | 3 520 | 3 300 | 3 289 | 3 216 | 3 017 | 3 004 |

| 1962  | 1968  | 1975  | 1982  | 1990  | 1999  | 2006  | 2011  | 2016  |
| ----- | ----- | ----- | ----- | ----- | ----- | ----- | ----- | ----- |
| 3 036 | 1 047 | 1 070 | 1 319 | 1 542 | 1 832 | 1 714 | 1 595 | 1 540 |

| 2021  | 2022  | - | - | - | - | - | - | - |
| ----- | ----- | - | - | - | - | - | - | - |
| 1 489 | 1 485 | - | - | - | - | - | - | - |

#### Pyramide des âges
La population de la commune est relativement âgée.
En 2018, le taux de personnes d'un âge inférieur à 30 ans s'élève à 26,5 %, soit en dessous de la moyenne départementale (36,9 %). À l'inverse, le taux de personnes d'âge supérieur à 60 ans est de 31,1 % la même année, alors qu'il est de 25,3 % au niveau départemental.
En 2018, la commune comptait 700 hommes pour 805 femmes, soit un taux de 53,49 % de femmes, légèrement supérieur au taux départemental (51,6 %).
Les pyramides des âges de la commune et du département s'établissent comme suit.
| Hommes | Classe d’âge | Femmes |
| ------ | ------------ | ------ |
| 0,6    | 90 ou +      | 0,9    |
| 7,5    | 75-89 ans    | 8,9    |
| 22,1   | 60-74 ans    | 22,2   |
| 28,0   | 45-59 ans    | 28,9   |
| 13,3   | 30-44 ans    | 14,4   |
| 16,5   | 15-29 ans    | 13,8   |
| 11,9   | 0-14 ans     | 10,9   |

| Hommes | Classe d’âge | Femmes |
| ------ | ------------ | ------ |
| 0,6    | 90 ou +      | 1,8    |
| 6,5    | 75-89 ans    | 9,2    |
| 16,5   | 60-74 ans    | 17,8   |
| 19,7   | 45-59 ans    | 19,1   |
| 18,6   | 30-44 ans    | 17,5   |
| 19,9   | 15-29 ans    | 18,2   |
| 18,2   | 0-14 ans     | 16,6   |

### Vie associative
En 2001, une Maison des associations (MDA) est inaugurée dans le centre-ville. Outre la médiathèque et une salle d'expositions, la MDA accueille le service vie associative de la mairie et des salles mises à disposition des associations.
En 2019-2020, la Maison des associations héberge des associations consacrées à la danse moderne, à la peinture, au chant, à la relaxation et au qi gong, au patchwork, au scrabble ou encore des groupes de parole. La salle des fêtes accueille des activités de renforcement musculaire, de gymnastique et de danse. La mairie recense encore trois autres associations à Dizy : le comité de jumelage, une association de jet ski et une autre concernant le bien-être.
Enfin, l'une des plus importantes associations locales est l'Union sportive de Dizy Football. En 2020, l'US Dizy recense environ trois cent licenciés, en forte augmentation depuis 2017 grâce au développement des sections féminines.

### Manifestations culturelles et festivités

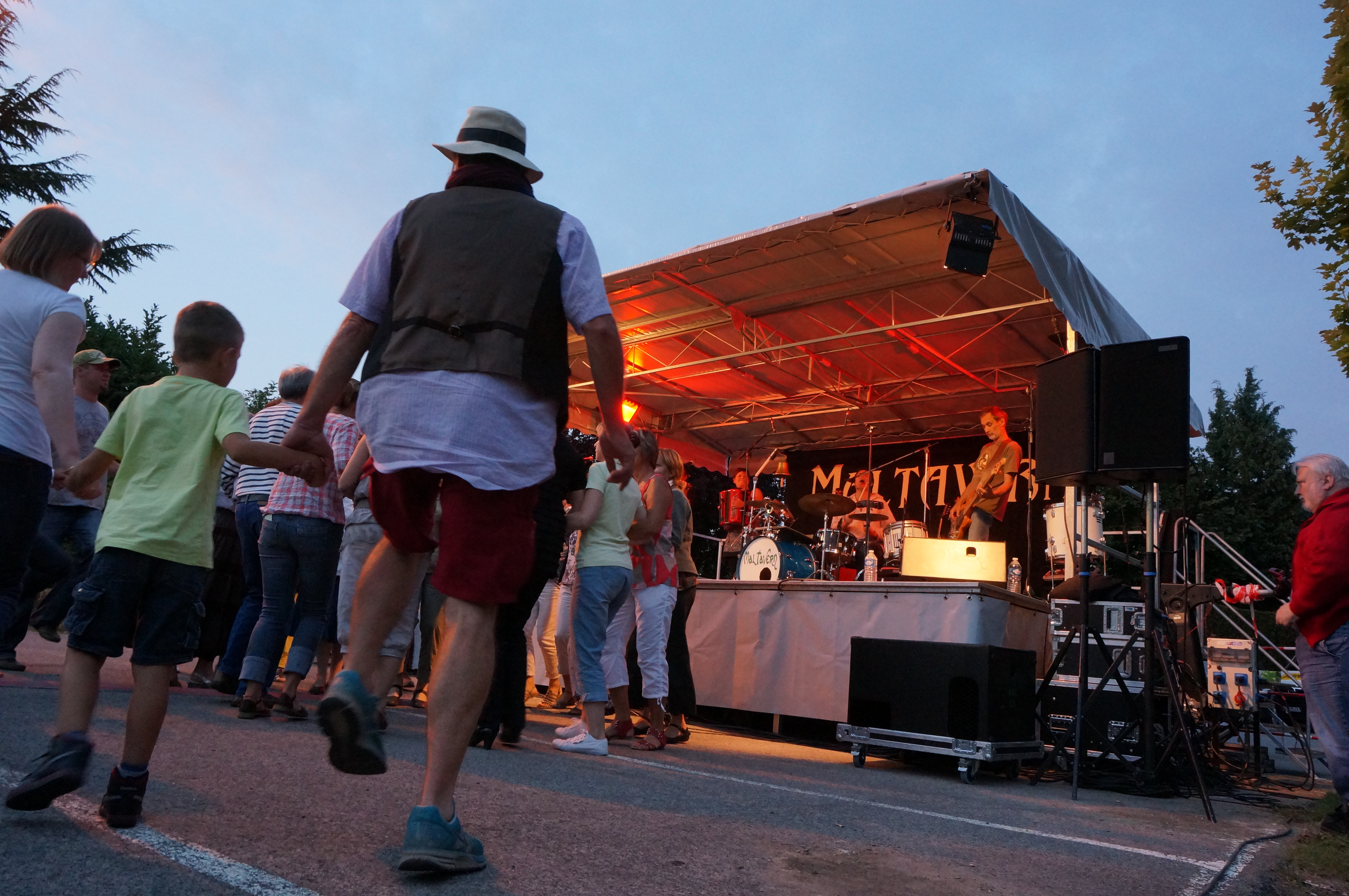
Lors des Concerts entre vignes et forêts.

La fête patronale a lieu le troisième week-end de juillet.
La brocante se déroule chaque année le jour de la fête des mères.
Dizy participe aux événements culturels intercommunaux et accueille notamment des concerts dans le cadre du festival « Musiques en Champagne ».

### Cultes
L'église de Dizy est de confession catholique. La commune fait partie de la paroisse « Notre-Dame du Chêne », avec les villages voisins de Champillon, Cumières, Germaine, Hautvillers, Nanteuil-la-Forêt et Saint-Imoges. La paroisse dépend du diocèse de Reims.

## Économie

### Revenus de la population et fiscalité
En 2018 (données Insee publiées en janvier 2021), la commune compte 734 ménages fiscaux, regroupant 1 583 personnes. Le revenu fiscal médian déclaré par unité de consommation est alors de 25 060 €, équivalent à celui de la communauté de communes de la Grande Vallée de la Marne (25 010 €) et supérieur à celui du département de la Marne (21 650 €).

### Emploi
Dizy appartient au bassin d'emploi d'Épernay.
En 2017, 777 Dizyciens et Dizyciennes ont entre 15 et 64 ans. Parmi ceux-ci, le taux d'activité est de 76,7 % (contre 78,7 % dans la communauté de communes et 73,2 % dans la Marne). Le taux de chômage pour cette tranche d'âge est alors de 6,1 %, un taux inférieur au taux intercommunal (7,4 %) et départemental (13,7 %).
Dizy compte 891 emplois en 2017, en baisse par rapport aux 957 emplois recensés en 2007. Le nombre d'actifs ayant un emploi et résidant à Dizy étant de 738, l'indicateur de concentration d'emploi est de 120,8 %, ce qui signifie que la commune offre davantage d'emplois qu'elle ne compte d'habitants actifs. Cependant, seuls 186 Dizyciens travaillent sur la commune (soit 25,3 % des actifs ayant un emploi).
Parmi les 891 emplois dénombrés à Dizy en 2017, 800 sont salariés (89,8 %) et 91 sont non salariés (10,2 %). Ces chiffres sont comparables avec l'ensemble des actifs résidant à Dizy, qui sont salariés à 87,5 %.

### Entreprises, commerces et secteurs d'activité

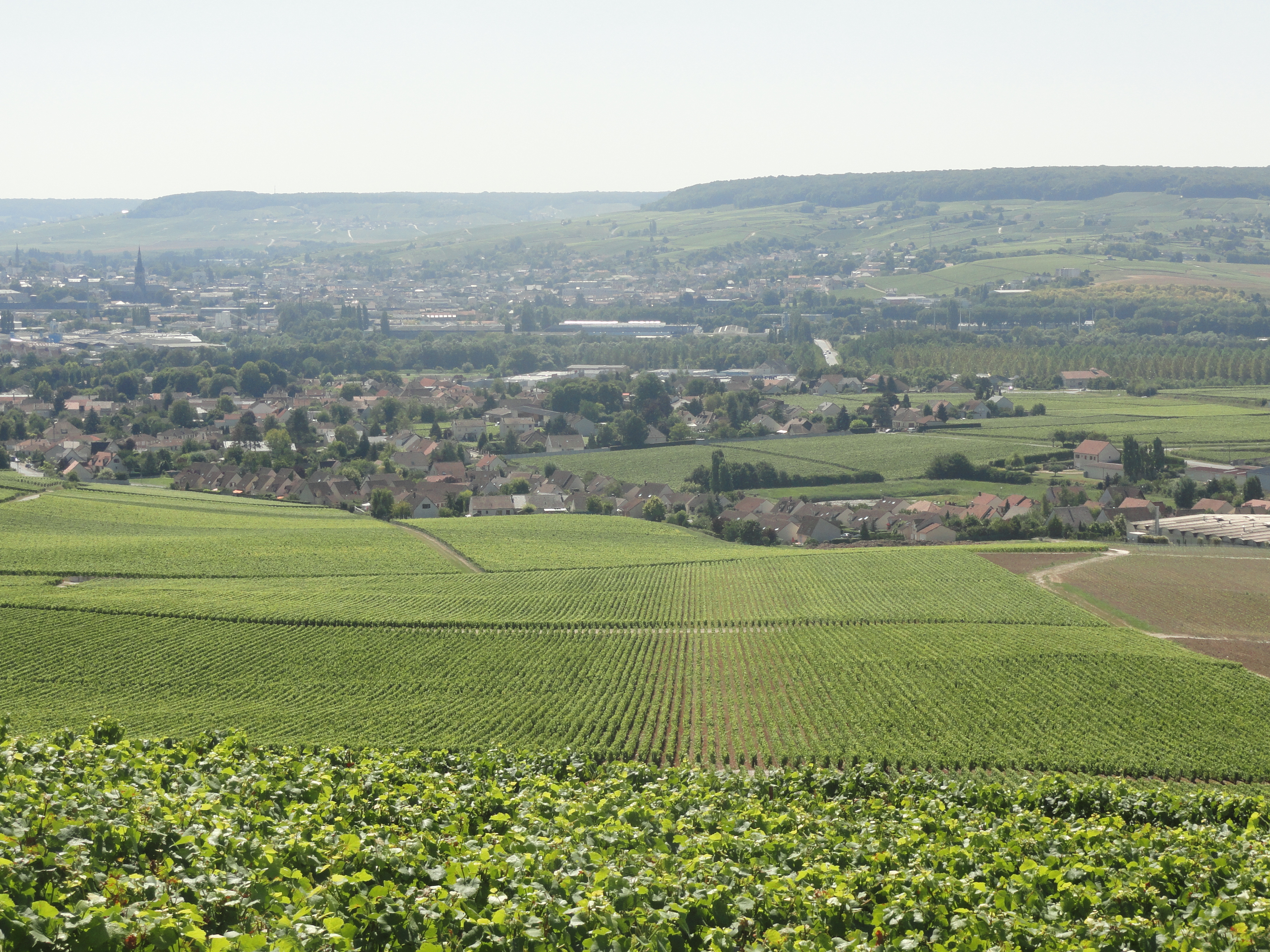
Vue de Dizy et la vallée de la Marne depuis le vignoble.

L'économie de Dizy est principalement orientée vers le commerce des vins de Champagne. Le champagne est aussi un atout touristique pour la commune, c'est pourquoi on y trouve en 2009 un Bagatelle (**), un Campanile (**) et un hôtel-restaurant nommé Les Grains d'Argent (***) à la sortie du village, pour une capacité de 126 chambres.
Dizy possède une zone commerciale appelée les Bas Jardins, qui est, avec celle de Pierry, une des deux plus importantes zones commerciales de la région sparnacienne[réf. nécessaire].
Au 1er janvier 2007, on dénombrait 72 entreprises (hors agriculture) dont 12 dans l'industrie, 5 dans la construction, 24 dans le commerce et 31 dans les services. Sur les 66 exploitations agricoles que compte la commune en 2000, 100 % sont orientées dans la production de légumes, fruit ou viticulture, ce qui prouve bien l'importance du Champagne dans la commune.

## Culture locale et patrimoine

### Église Saint-Timothée
L'église Saint-Timothée est le principal monument de Dizy, bien qu'elle ne soit pas classée monument historique. Entourée de son cimetière, elle domine le village à 81 mètres d'altitude. Des écrits du VIIe siècle plaçaient déjà le village sous le patronage de Timothée de Reims.
L'église est construite dans un style roman à la fin du XIe siècle ou au début du XIIe siècle. Sa nef et son clocher datent de cette époque. Le clocher, tour carrée située sur la façade ouest, compte quatre étages. Son étage supérieur est ouvert sur chaque côté par une baie en arc brisé ouverte de deux plus petites baies, séparées par une colonne. Sa porte est cintrée et surmontée d'un arc en tiers-point. Au sommet de la tour s'élève une croix en fer ornée d'un coq. En 1927, alors que le clocher menace de s'effondrer, une petite tour demi-circulaire y est accolée au sud. Elle permet d'atteindre les deux cloches de l'église, « Marianne » (350 kg) et « Virginie » (450 kg), datant de 1820.
L'église était autrefois plus grande, grâce à un chœur construit au XVIe siècle mais détruit au siècle suivant lors des guerres de Religion. Cette destruction fait également disparaître le transept originel de l'église. Seules des arcades de l'abside et leurs chapiteaux à feuillages rappellent le chœur gothique du XVIe siècle.
À l'intérieur, la nef est divisée en quatre travées romanes. Les bas-côtés des XVIe et XVIIe siècles mènent à deux chapelles latérales. Le chœur actuel, plus petit que son prédécesseur, est érigé au XVIIe siècle et surmonté d'un vitrail. La porte principale de l'église est composée de deux vantaux en bois sculptés, datant du XVIIe siècle ou du début du XVIIIe siècle.
Concernant le mobilier, les fonts baptismaux datent du XVIe siècle et le maître-autel, formant un tombeau en marbre rouge et gris, du XVIIIe siècle. L'église accueille un groupe sculpté en bois peint représentant la Vierge de Pitié. Datant du XVe siècle, il est inscrit aux monuments historiques en tant qu'objet.

### Autres monuments
Un calvaire est érigé rue de Reims, entre le canal et l'église, en 1947. D'après les plans de Pierre Hennequin et financé par Madame Lombart, il s'agit d'une croix en fer forgé plantée sur un socle reprenant les pierres du pont du canal, détruit durant la Seconde Guerre mondiale. Y figurent les inscriptions « La paix soit avec vous » et « Dizy pour sa libération le 28 août 1944 ».

### Héraldique
| Blason | Blasonnement : « Tranché : au premier d'azur à l'église d'argent ouverte et ajourée de sable, au second à la branche de vigne au naturel, pamprée de sinople, fruitée de deux grappes de raisin, l'une de pourpre, l'autre d'or ; à la bande d'azur potencée et contre-potencée remplie d'argent brochant sur la partition. » |

### Dizy dans les arts
Dans Le Charretier de la Providence (1931), Georges Simenon situe l'enquête du commissaire Maigret à l'écluse 14 de Dizy (confluence du canal de la Marne et de la Marne) et au bar de la Marine, aujourd'hui disparu et situé au niveau du pont en amont de l'écluse (chemin du Pont Malo). Malgré son nom et sa proximité avec Dizy, l'écluse de Dizy se trouve sur le territoire de la commune voisine d'Hautvillers,.

### Personnalités liées à la commune
- Pierre Louÿs (1870-1925), poète et romancier français, y passa une partie de son enfance.
- Robert Goupil (1896-1938), acteur, né à Dizy-Magenta.
- Adzire Lindemann (1882-1945), résistante française, née à Dizy-Magenta.
- Jean Poirel, compagnon de la Libération, né à Dizy-Magenta.
- René Bliard, footballeur professionnel, né à Dizy, sept fois sélectionné en équipe de France, deux fois champion de France avec le Stade de Reims.